# انقلاب 2006 في تايلاند

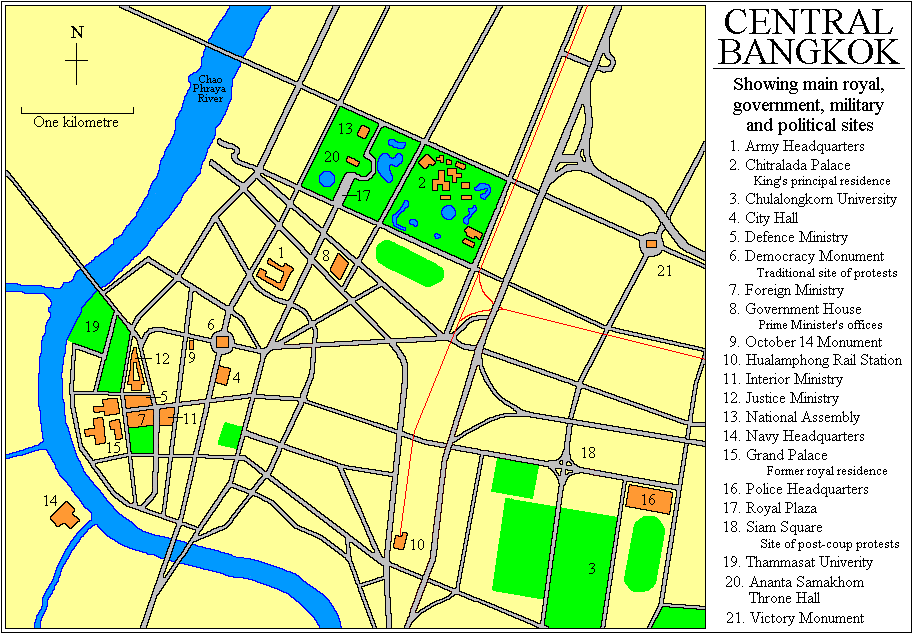
خريطة بانكوك حول سيطرة الجيش التايلاندي على أحد الشوارع..

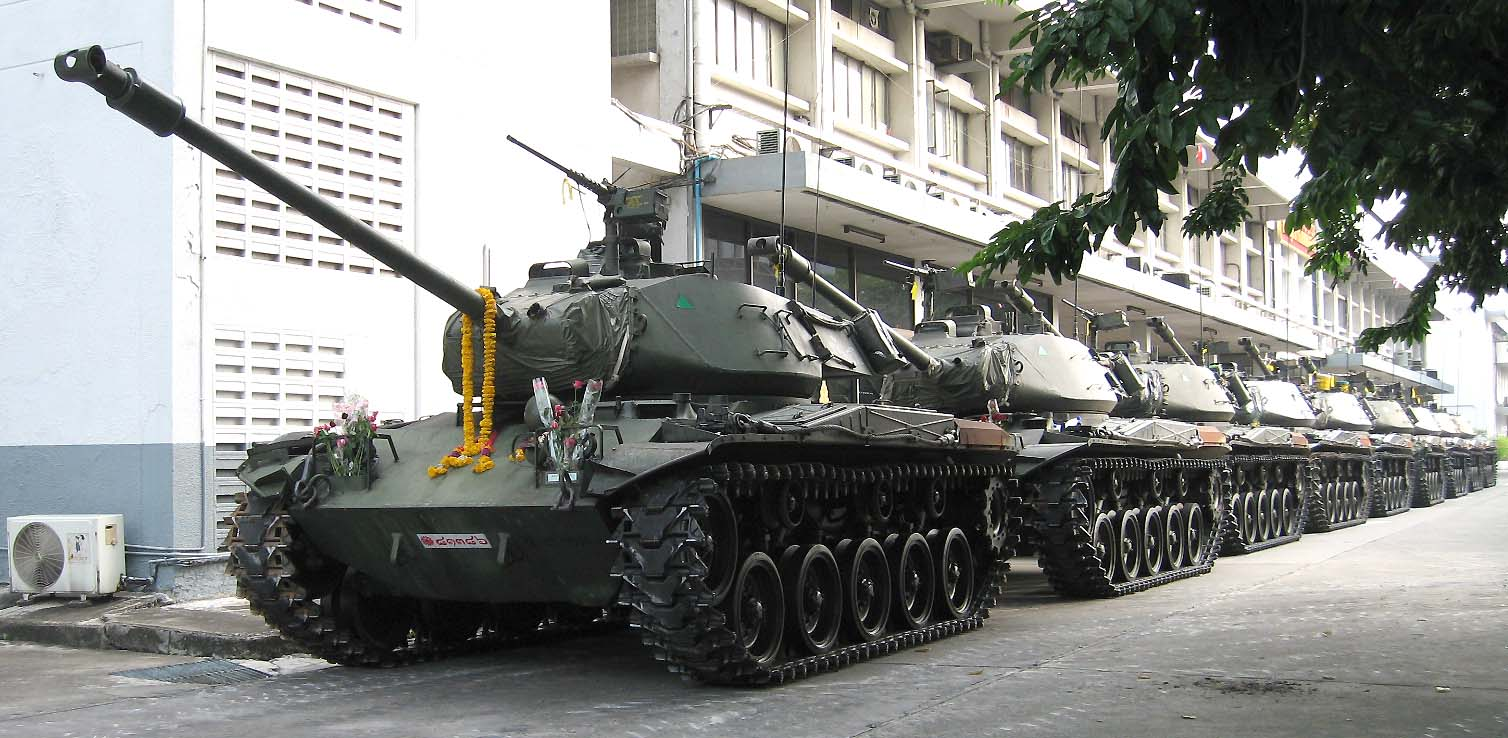
دبابات إم 41 التايلاندية تواجدت في العاصمة بانكوك خلال فترة الانقلاب في شهر سبتمبر عام 2006م

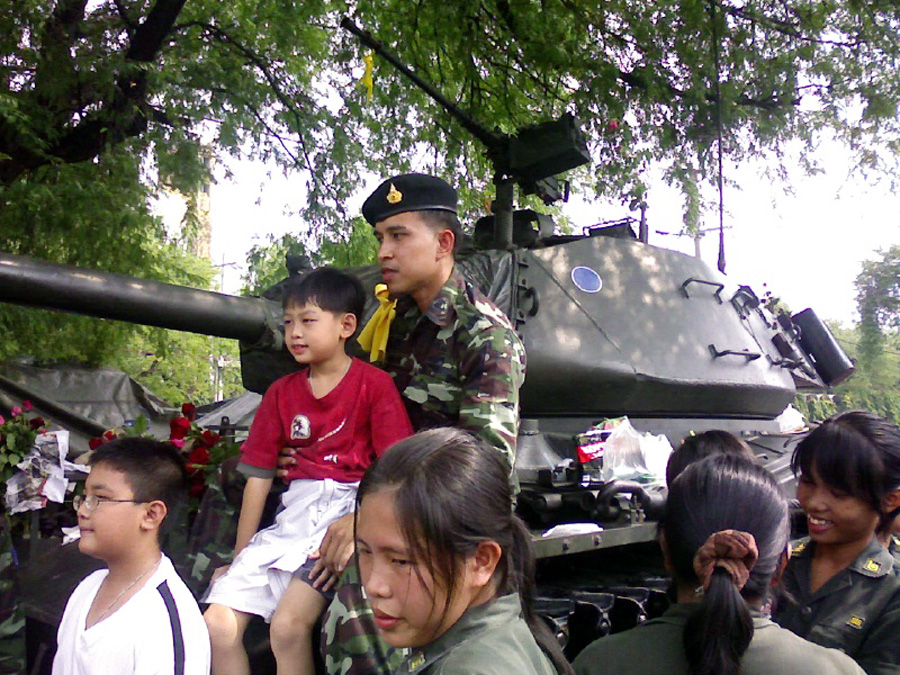
عسكري تايلاندي في صورة تذكارية في شهر سبتمبر 2006

انقلاب 2006 في تايلاند (بالتايلاندية: รัฐประหารในประเทศไทย พ.ศ. 2549) ، وهي حملة عسكرية قامت تايلاند بانقلاب عسكري على الدستور التايلاندي للمرة الأولى، وذلك عام 2006م.

## لمحة عامة
تُّتهم رئيسة الوزراء المعزولة، ينغلاك شيناواترا، من قبل معارضيها بأنها مجرد واجهة لأخيها الأكبر ورئيس الوزراء السابق، تاكسين شيناواترا – انقلب الجيش عليه في عام 2006 – الذي عاد إلى البلاد في نوفمبر 2013 بموجب قانون بعفو عام صدر من البرلمان، وجاءت عودته متزامنة مع اشتعال الاحتجاجات في وجه الحكومة التي ترأسها أخته.
وكان تاكسين شيناواترا قد وصل إلى رئاسة وزراء تايلاند عام 2006 وتم الانقلاب عليه قبل أن يكمل 4 أشهر من حكمه تحت دعاوى اتهامات بالفساد، ويُعتبر مؤيدي تاكسين من الفقراء من خارج العاصمة بانكوك؛ حيث يتمتع بشعبية واسعة في الأطراف، بينما تتركز معارضته في العاصمة؛ حيث النخب ورجال الأعمال.
هذا وينقسم الشارع التايلاندي منذ عام 2006 إلى معسكرين سياسينن كبيرين، أحدهما معسكر يطلق على نفسه اسم “القمصان الحمراء”، وهو الداعم لتاكسين وشقيقته ينغلاك شيناواترا، ويرى هذا المعسكر أن انقلاب 2006 وما تبعه من أحداث مثل حل الأحزاب هو السبب فيما آلت إليه تايلاند الآن من اضطرابات سياسية واسعة، أما المعسكر الآخر فيطلق على نفسه “القمصان الصفراء” وهو يتألف من أبناء الطبقة الوسطى في العاصمة بانكوك، إضافة إلى الموالين للنظام الملكي والجنرالات المتقاعدين، إضافة إلى أحزاب معارضة أخرى.
وفي2010، خرجت المظاهرات المؤيدة لتاكسين ضد رئيس الوزراء – المعارض الحالي – أبهيسيت فيجاجيفا الذي جاء إلى السلطة عام 2007 عبر الانتخابات التي أجريت بعد الإطاحة بحكم تاكسين شيناواترا عام 2006، وطالبتهُ بحل البرلمان وعقد انتخابات مبكرة، وقُتِل أكثر من 80 مدنيًّا و6 جنود وأصيب أكثر من ألفين، حسب بعض الإحصائيات، قبل أن يستطيع الجيش فض المظاهرات بالقوة.

## وصلات خارجية
- The Official Website of the Council for Democratic Reform. Most of the content is in Thai; there is a limited English language section. The site contains all of the juntas announcements and decrees.
- (بالتايلندية: {{{1}}})‏ A Collection of Photos from the Royal Thai Navy's webboard
- (بالإنجليزية) A coup for the rich, a book on the coup by left-wing author Giles Ji Ungpakorn